# Middle Park

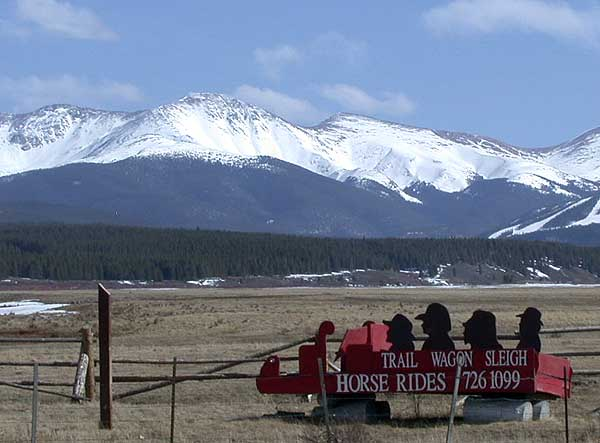
Middle Park près de Granby,dans le Colorado

Middle Park est un bassin d'altitude (2 500 m) dans les montagnes Rocheuses dans la région centrale du nord du Colorado aux États-Unis. Il est situé dans le comté de Grand, sur le versant sud-ouest du Parc national de Rocky Mountain, à environ 80 km à vol d'oiseau de Boulder.

## Description
Le bassin entoure la source du fleuve Colorado sur le versant ouest de la Front Range. Il s'étend au sud-ouest de la source du fleuve Colorado jusqu'à la localité de Grand Lake, en passant par Granby (la plus grande localité du parc), Hot Sulphur Springs, Parshall et Kremmling. Il se termine à l'ouest à peu près au niveau où le Colorado s'engage dans le canyon de Gore à l'extrémité sud de la chaîne de Gore. Le bassin s'étend également dans les basses vallées des affluents du cours supérieur du Colorado comme les rivières Fraser, Williams Fork River et Willow Creek (en). La vallée de la Fraser contient les villages de Fraser et Winter Park.
La vallée doit son nom au fait qu'elle est au centre (et la plus petite) des trois vallées de grande taille (sur le côté ouest de la Front Range dans le Colorado. Les deux autres sont North Park et South Park. La Route 34 traverse la vallée du nord-ouest au sud-est, et se connecte à l'U.S. Route 40 à Granby.
La vallée est entourée au nord, à l'est et au sud par des montagnes qui forment la ligne de partage des eaux, et s'ouvre donc vers l'ouest vers l'océan Pacifique. North Park, au nord, est drainé par la rivière North Platte et séparé de la vallée par des cols relativement bas, Muddy Pass et Willow Creek Pass (en). Les cols situés à l'est (Milner Pass) et au sud (Berthoud Pass), communiquent avec le bassin de la rivière South Platte. Ils sont situés dans la vraie Front Range bon et sont donc plus élevés et plus facilement enneigés. Milner Pass est presque le point le plus haut de la Trail Ridge Road (nom de l'U.S. Route 34 dans le parc) et le col est ouvert uniquement pendant les mois d'été, permettant une liaison saisonnière par la route vers Estes Park. Berthoud Pass, à la source sud de la Fraser du Winter Park, relie la vallée par la US Route 40 à l'Interstate 70 au canyon de la Clear Creek. Cette route est la voie la plus directe entre la vallée et Denver.
La vallée abrite plusieurs lacs sur le Colorado et ses affluents, dont le lac Granby, qui occupe une grande partie du nord de la vallée. Contrairement à North Park et South Park, qui sont de larges vallées, Middle Park est une vallée étroite ce qui rend plus difficile un usage agricole pour les pâturages. L'industrie principale de la vallée est le tourisme, dont le ski alpin à la station de ski de Winter Park. Une grande partie du trafic entre Denver et le centre de villégiature de Steamboat Springs traverse la vallée, permettant aux ainsi aux industries du tourisme de proliférer dans les petites villes. La baisse de la demande d'eau permet à une grande partie de l'eau du bassin supérieur du Colorado d'être déviée vers l'est và travers la Colorado Front Range, dans le cadre du Colorado-Big Thompson Project.